# Guvernul Ion C. Brătianu (1)
Guvernul Ion C. Brătianu (1) a fost un consiliu de miniștri care a guvernat Principatele Unite ale Moldovei și Țării Românești în perioada 24 iulie 1876 - 24 noiembrie 1878.

## Componență
- Președintele Consiliului de Miniștri

Ion C. Brătianu (24 iulie 1876 - 24 noiembrie 1878)
- Ministrul de interne

George Vernescu (24 iulie 1876 - 27 ianuarie 1877)
Ion C. Brătianu (27 ianuarie 1877 - 26 martie 1878)
Constantin A. Rosetti (26 martie - 17 noiembrie 1878)
ad-int. Mihail Kogălniceanu (17 - 24 noiembrie 1878)
- Ministrul de externe

Nicolae Ionescu (24 iulie 1876 - 25 martie 1877)
ad-int. Ion Câmpineanu (25 martie - 3 aprilie 1877)
Mihail Kogălniceanu (3 aprilie 1877 - 24 noiembrie 1878)
- Ministrul finanțelor

Ion C. Brătianu (24 iulie 1876 - 27 ianuarie 1877)
Dimitrie A. Sturdza (27 ianuarie - 21 februarie 1877)
ad-int. Ion C. Brătianu (21 februarie - 20 august 1877)
ad-int. Ion Câmpineanu (20 august - 23 septembrie 1877 - 27 ianuarie 1877)
Ion Câmpineanu (23 septembrie 1877 - 24 noiembrie 1878)
- Ministrul justiției

Eugeniu Stătescu (24 iulie 1876 - 27 ianuarie 1877)
Ion Câmpineanu (27 ianuarie - 23 septembrie 1877)
Eugeniu Stătescu (23 septembrie 1877 - 24 noiembrie 1878)
- Ministrul de război

Colonel Gheorghe Slăniceanu (24 iulie 1876 - 2 aprilie 1877)
Colonel Alexandru Cernat (2 aprilie - 20 august 1877)
ad-int. Ion C. Brătianu (20 august 1877 - 17 martie 1878)
General Alexandru Cernat (17 martie - 24 noiembrie 1878)
- Ministrul cultelor și instrucțiunii publice

Gheorghe Chițu (24 iulie 1876 - 31 octombrie 1878)
ad-int. Ion C. Brătianu (31 octombrie - 24 noiembrie 1878)
- Ministrul lucrărilor publice

Dimitrie A. Sturdza (24 iulie 1876 - 5 ianuarie 1877)
ad-int. George Vernescu (5 - 27 ianuarie 1877)
Ioan Docan (27 ianuarie - 21 august 1877)
Petre S. Aurelian (21 august 1877 - 26 martie 1878)
ad-int. Ion C. Brătianu (26 martie 1878 - 24 noiembrie 1878)

## Sursă
- Stelian Neagoe - "Istoria guvernelor României de la începuturi - 1859 până în zilele noastre - 1995" (Ed. Machiavelli, București, 1995)

| Precedat(ă) de: Guvernul Manolache Costache Epureanu (2) | Guvernul Ion C. Brătianu (1) 24 iulie 1876 - 24 noiembrie 1878 | Succedat(ă) de: Guvernul Ion C. Brătianu (2) |